# 广州下塘西路316交通事故
廣州市下塘西路316交通事故是指2006年3月16日發生在中國廣州市的一起致命交通事故。當日下午4時，一輛广州安迅达散体物料运输公司下屬的一輛泥頭車，在下塘西路高架橋与一輛迎面而來的廣州新穗巴士公司864路公交車相撞，泥頭車所運載的泥沙傾倒入公車車廂內，造成6人死亡，20人受傷。

## 事故經過
2006年3月16日下午4时04分，一輛廣州新穗巴士公司864路公交車（型號：廣州牌GZK6101，編號XS-263），從倚綠山庄開往海聯路，途徑下塘西路高架橋北往南路段。同時，一輛广州安迅达散体物料运输公司屬下的泥頭車，從高架橋南往北方向上橋，當到達下塘西路及政民路交界處高架橋轉彎處時，失控越過雙黃實線翻侧，同時車身正好壓住路過的該輛864路公交車，864路公交車車身左側被撕開一道長達數米的裂口，車廂被泥頭車壓至嚴重變形，現場也有一輛白色吉普車與公交車追尾，車頭嚴重受損。泥頭車內裝載的泥沙因車輛側翻而傾倒于864路公交車車廂中，造成公交车内5男1女死亡，20人受傷，部分死者因被傾倒的泥土活埋窒息死亡。傷者全部送往廣州醫療急救中心、廣州軍區總醫院、廣州中醫藥大學第一附屬醫院等醫療部門治療。

## 救援
當時，公交車被泥頭車推至高架橋邊緣，導致右方車門無法開啟，部分有行動能力的傷者自行靠車身右方的窗口從高架橋花壇離開車廂，而部分被困于車上的乘客需要靠消防員利用電鋸切開車身及鐵鏟鏟走泥沙營救。
- 下午5时：該批有行動能力的傷者被首先接走。
- 下午5时25分：一名身穿紅衣的女乘客被救出，救出時該名乘客仍然清醒。
- 下午5时30分：公交車左側車身被電鋸鋸出一塊三米長的鋼板。
- 下午5时40分：一名男乘客被救出，但已經在昏迷狀態。
- 下午5时44分：另一名男乘客救出，但面部已經血肉模糊，嚴重昏迷。
- 下午5时47分：再一名男乘客救出，而同時現場擔架不足，需要使用後備擔架搬走傷者。
- 下午5时49分：再一名男乘客被救出。
- 下午5时50分：再一名男乘客救出，而當時并無擔架可供使用，該名傷者被4名消防員抬上救護車。
- 下午5时57分：交通警開始勘察現場。
- 下午6时06分：肇事泥頭車被吊車拖離現場，發現公交車左側車身被撕開數米長的裂口，左側全部座位嚴重受損，車身框架被擠壓成菱形。

## 事後調查

### 現場目擊者
根據廣州信息時報報道，一名趙姓駕駛者從下塘西路往白雲大道方向行駛，親眼目擊該輛泥頭車以高速行駛，估計時速高達每小時50-60公里，泥頭車到達高架橋附近的廣州雕塑公園对开路段紅綠燈時并無減速的迹象，并且強行超車闯红灯，當泥頭車上橋到達中部轉彎處時翻侧，正好壓住公交車。

### 官方調查結果
事後，經調查，泥頭車制動系統制動能力僅為80%，而泥頭車行駛時速超出該路段限速117%（該路段限速每小時30公里），高達65公里，同時泥頭車實載28噸餘泥，超載近1.5倍，交警部門最終認定全部責任由司機管國春負責。2006年3月29日，管國春被逮捕，2006年7月4日中午12時，廣州市白雲區人民法院公開宣判：管國春犯交通肇事罪，判處有期徒刑6年，泥頭車所屬的廣州安迅達散體物料運輸公司被吊銷營業執照，永遠逐出廣州散體物料運輸市場。而該名司機僅剛到達廣州駕駛泥頭車10天。

## 事後影響

### 對泥頭車監管不足
經本次事故后，暴露出廣州市對泥頭車輛的監管不足，於廣州市內大量泥頭車違規行駛、超載、超速、性能不良，導致事故頻生。廣州市政府其後實施大規模對泥頭車的整治處理，加大懲罰力度，從事後的2006年3月17日起進行為期一個月的泥頭車整治行動。2006年3月19日，行动中發現在天河客運站截查的其中的一輛泥頭車是該次事故肇事公司廣州安迅達散體物料運輸公司所屬車輛，該車營運執照有效期為2005年7月11日至2005年12月31日，已經過期。多名政府官员因迁就违规车辆，导致无牌无证的车辆时有出现，被撤职、免职处分。

### 公交車超載、司機的駕駛執照審批
根據國家建設部對於公交車輛限載標準，每平方米批准搭載8人，而同時公安部門執行標準按照客車出廠載客量爲準，按照該標準，廣州市內公交車限載人數為35-43人，而因節省成本，公交車基本在上下班高峰期以底盤承受極限運載量行駛，當事故發生時傷亡人數必將龐大，隨後信息時報揭露廣州新穗巴士公司220名公交車司機以假A1類機動車輛駕駛證駕駛的醜聞，經報道后該220名司機已被辭退。廣州市交通委員會要求市內所有公交公司重新審查司機職業資質。

### 道路設計
事故所在的下塘西路高架橋轉彎處曾經發生多次事故。建造時由於樓房阻礙，該彎道被設計成90度，同時彎道部分路面變窄，而弯道前的長坡使部分司機估計錯誤而超速，來回車道也并無阻隔。如今，該處地段已經加裝水马作分隔之用。

## 外部連結
- 广州公交车与运泥车相撞6人死亡20人受伤 新聞中心_新浪網 （页面存档备份，存于）